# Vists landskommun, Älvsborgs län
För landskommunen med samma namn i Östergötland, se Vists landskommun, Östergötlands län.
Vists landskommun var en tidigare kommun i dåvarande Älvsborgs län.

## Administrativ historik
Kommunen inrättades i Vists socken i Redvägs härad i Västergötland när 1862 års kommunalförordningar trädde i kraft.
1938 uppgick landskommunen i Ulricehamns stad som 1971 ombildades till Ulricehamns kommun.